# Château de Montagu
Le château de Montagu est un château en ruine situé dans la commune française de Marcoussis, en pays Hurepoix dans l'actuel département de l'Essonne et la région Île-de-France à vingt-six kilomètres au sud-ouest de Paris.
Reconnu comme l'une des plus belles réalisations de la fin du Moyen Âge, le château devient, après la guerre de Cent Ans, l'une des résidences les plus prisées des rois de France. Proche de la capitale, il devient un rendez-vous de chasse exclusif pour les rois. Au milieu du XVIIe siècle, il devient célèbre pour accueillir les princes de Condé et Conti avec leur beau-frère, le duc de Longueville, pendant la Fronde. Oublié puis détruit en partie à la Révolution française, il est redécouvert il y a une cinquantaine d'années par Roland Payen, puis par l'Association historique de Marcoussis.

## Localisation
Le château de Montagu est situé dans la vallée de la Salmouille sur la rive gauche de la rivière, à un kilomètre à l'ouest de l'actuel centre-ville. Il est aujourd'hui totalement intégré au domaine du lycée privé horticole de la fondation d'Auteuil. Il est situé au pied du coteau nord de la vallée.

## Historique

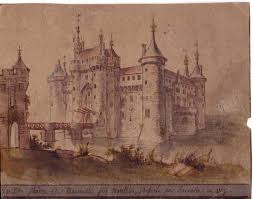
Le château de Montagu dessiné par Sarrasin en 1779.

### Le château de la Motte
Avant de parler du château du XVe, nous devrions parler de la genèse du château de Montagu ; « Le château de la Motte » :
Les premiers seigneurs de Marcoussis connus sont peu nombreux et on ne dispose que de peu d'informations sur leur logement. Ils auraient eu très tôt dans la vallée un château particulier. Ce château pourrait dater d'avant l'an mil, mais il est plus probable qu'il fut construit au début du XIIe siècle. Il aurait pu y avoir une motte féodale avant à cause de son surnom : « La Mocte de Marcoucis ». Cependant, nous savons que le terme « motte » pouvait également désigner une retenue d'eau ou un îlot, ce qui est logique puisque l'édifice est implanté dans une zone marécageuse. Nous savons que « La Motte » était entourée de fossés d'eau et qu'il y a à proximité un hameau appelé Le Guay, donc un étang, qui pourrait s'étendre jusqu'aux douves du château et même, l'entourer. Nous savons très peu de choses sur l'histoire, le plan ou l'aspect de ce château, puisque, sont rares les documents le concernant. Le premier document le nommant est la donation de la seigneurie et du manoir de « Marcoucis » par Pierre de Préaux à son frère Guillaume en 1312 : « Le manoir de Marcoucis comme il se comporte et étant de toute part avec toutes ses appartenances et appendances ». Les deuxième et troisième documents sont des aveux réalisés pour le roi par Guillaume de Préaux en 1367 : « l'Hostel de la Motte » et par Jeanne Pisdoë, veuve de Bernard de Montlhéry, en 1386 : « un chastel clos de fossés d'eau. »

### De Montagu, Graville à Esclignac, de puissantes familles françaises
En 1386, le roi Charles VI confisque la seigneurie à Jeanne Pisdoë pour couvrir les dettes de son défunt mari, Bernard de Montlhéry, mort insolvable en 1381. Le roi gardera la seigneurie deux ans, jusqu'en 1388, avant de l'échanger contre la baronnie de Lunel dans le Languedoc, avec son secrétaire : Ferric de Cassinel. Peu de temps après, Jehan de Montagu reçoit la seigneurie de son oncle, Ferric Cassinel, acquiert les fiefs qui faisaient enclave dans la seigneurie de Marcoussis et devient seigneur des lieux. En 1400, il fait jeter les fondations d'un château situé au centre de ses domaines. Le chantier est titanesque : en même temps que Montagu construit son château de 1404 à 1408, il commande l'édification d'un monastère des Célestins, célébrant la Sainte Trinité, non loin de sa propriété, et reconstruit le chœur de l'église de Marcoussis. Montagu est arrêté à Paris le 10 octobre, et jugé, torturé et décapité le 17 octobre 1409. Le fondateur ne profitera donc jamais de son œuvre. Tous les biens sont confisqués et son fils Charles ne récupérera la seigneurie que 5 ans plus tard, en 1414. Il semblerait que lui non plus ne profite pas du château puisqu'il meurt un an plus tard, en 1415, à la bataille d'Azincourt. Le roi récupère alors la seigneurie.
La proximité avec la capitale a valu au château de Marcoussis d'être en première ligne de nombreuses hostilités : entre 1412 et 1435 il fut successivement pris et repris par les Armagnacs et les Bourguignons, puis par les Anglais et les Français. C'est à cette époque qu'aurait été construite la barbacane, ou châtelet, qui représente un petit château uniquement destiné à la défense. L'ouvrage est souvent attribué à Louis Malet de Graville qui l'aurait construit au début du XVIe. Mais cette hypothèse est contestée car, à cette époque, les seigneurs veulent des châteaux pour y habiter et non des châteaux défensifs, donc pourquoi Graville aurait-il construit un ouvrage à usage purement et uniquement défensif ? Nous ne le savons pas, et nous ne sommes pas près de le savoir puisque les archives du château ont « mystérieusement » disparu à la Révolution française.

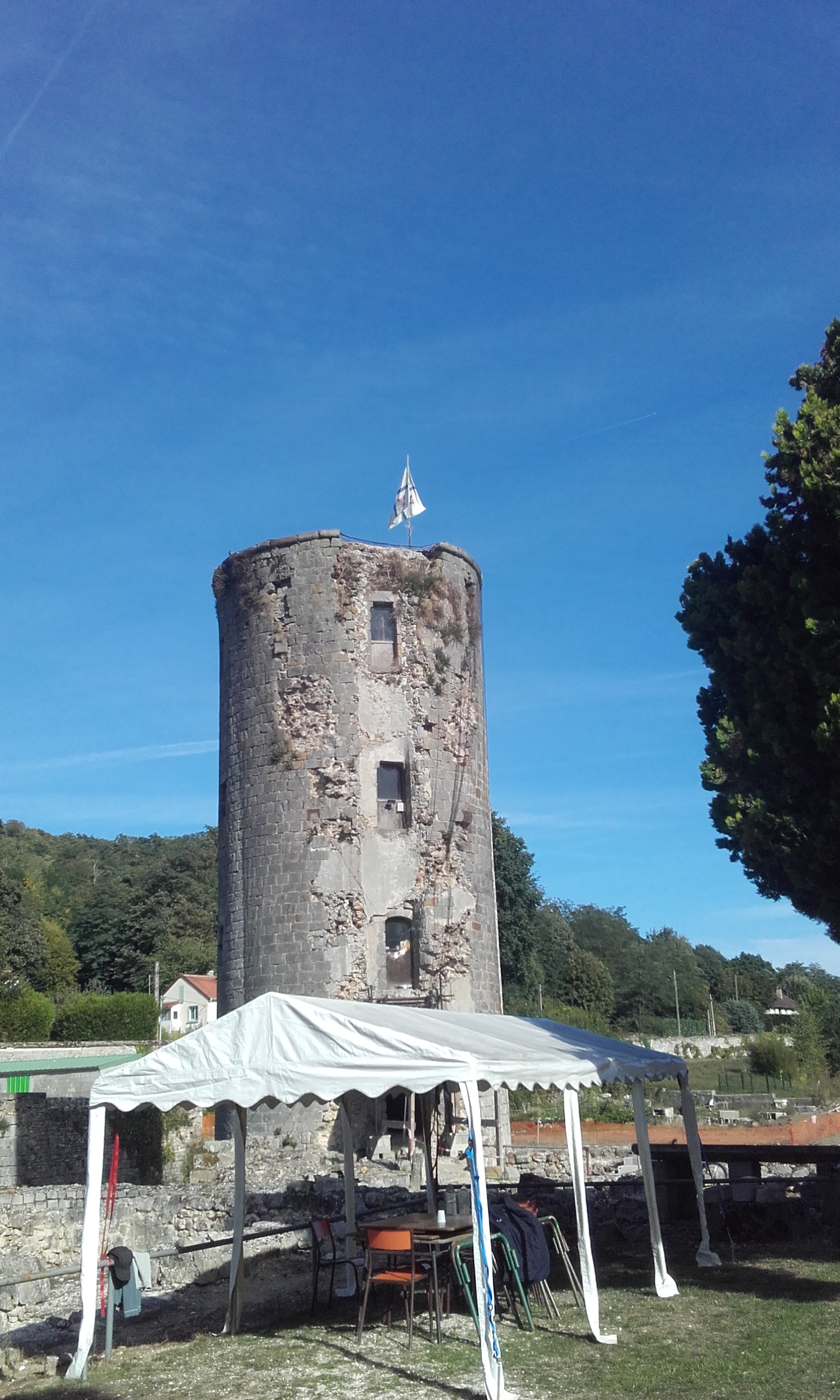
La tour, la seule tour encore debout du château. Vue de la cour du château.

Après la guerre de Cent Ans, le château est rendu à la fille de Jehan de Montagu qui s'est mariée avec un noble Normand du nom de Louis De Graville. En 1496, son petit-fils, Louis Malet de Graville, Amiral de France, décide d'installer sa famille à Marcoussis. Le château a été construit sur un plan de la Bastille dans l'optique de la guerre de Cent Ans, or, à l'époque de Graville, c'est aussi l'époque des grands châteaux de la Loire. Le seigneur entreprend donc, à partir de 1500, de grands travaux d'aménagement et d’embellissement. Il fait araser la demi-tour sur la courtine est pour en faire une terrasse, fait élargir les fenêtres pour en faire des grandes baies à meneaux, fait édifier un escalier magistral et une fontaine dans la cour, et se dote d'une fauconnerie et d'un pigeonnier. Il meurt en 1516 et est enterré dans l'église de Malesherbes. La châtellenie de Marcoussis est dispersée entre deux de ses filles : Jeanne, et Anne Malet, femme de lettres reconnue pour sa poésie. Cette dernière se marie clandestinement avec son cousin : Pierre de Balsac. Jeanne se marie avec René d'Illiers, lui-même cousin de Robert de Balsac, père de Pierre de Balsac. Lorsque Jeanne meurt en 1540, son fils, Georges, étant mort à la bataille de Pavie en 1525, la châtellenie échoit à son neveu, Guillaume de Balsac d'Entragues, le fils d'Anne Malet. Il avait alors déjà récupéré l'autre moitié de la châtellenie de Marcoussis par sa mère.
La personnalité la plus connue de cette famille est sa petite-fille : Catherine Henriette de Balsac d'Entragues qui était l'une des maîtresses d'Henri IV. En août 1599, Henri IV écrit une lettre d'amour en promettant le mariage à Henriette. On raconte que le roi serait même allé, déguisé en charbonnier, courtiser Henriette dans la tour qui porte aujourd'hui son nom (La seule tour encore conservée en élévation aujourd'hui : La tour Henri IV, dite aussi « la tour des oubliettes »). Mais un an après leur idylle, Henri IV annule le mariage pour contracter une union avec Marie de Médicis. La légende raconte qu'Henriette lui en voulait terriblement, au point  d'engager un assassin du nom de Ravaillac pour tuer Henri IV.
En 1698, Léon II de Balsac d'Illiers réalise de grands travaux de rénovation du château, estimés à plusieurs dizaines de milliers de livres. En 1744, Louise Philiberte de Xantrailles, la veuve d'Alexandre de Balsac d'Entragues, est la dernière personne à mourir au château. En 1751, Louise Jeanne d'Illiers, la fille de ces derniers, criblée de dettes par le train de vie de ses parents à la cour de Louis XV, doit vendre le château et la seigneurie de Marcoussis. La châtellenie est rachetée par une famille du Hurepoix : la famille d'Esclignac. Elizabeth Thérèse Marguerite Chevalier, comtesse d'Esclignac, a pour projet de détruire la barbacane en 1778. Mais rien n'est entrepris : la famille possédant déjà un château au Plessis-Paté, délaisse celui de Marcoussis qui se dégrade alors très vite.
À la Révolution française, la comtesse et sa famille fuient la France et laissent le château aux révolutionnaires. Le château est pillé, les meubles et les objets précieux sont volés, les statues et armoiries des seigneurs sont détruites, la chapelle castrale est dévastée. le château est confisqué et devient bien national. Pendant une dizaine d'années, il va servir de ferme et d'immense silo à blé.

### De la destruction à l'abandon et l'oubli
Après la Révolution, le château de Marcoussis  est rendu aux petits neveux de la Comtesse d'Esclignac qui reviennent en France : Armand Jacques Marie de Chastenet de Puységur et son frère Antoine Hyacinthe Maxime. Armand est celui qui va décider de raser le château, qui est abattu entre 1805 et 1806. L'examen récent de ce sujet par des érudits locaux laisse cependant penser que le démantèlement du château obéissait plutôt à un motif financier de revente des pierres ; l'édifice hérité étant en mauvais état et de ce fait difficile à valoriser. Aujourd'hui, nous savons que le château a été abattu pour trois raisons :
1. ce n'est pas l'époque où l'on restaure des châteaux et celui-ci est en très mauvais état à cause de la Révolution ;
2. le château était construit en grès. Le grès taillé valant extrêmement cher à cette époque, il va donc servir de carrière ;
3. une étude avait été réalisée pour le transformer en prison d'état[5], mais celui d'Orsay fut considéré comme plus apte car en moins mauvais état.

Le château fut donc abattu, mais l'on raconte que le propriétaire aurait épargné une tour, peut-être pour signifier qu'il avait été « seigneur de Marcoussis ».
Entrées par le jeu des successions dans la famille de Viella, puis dans celle de La Baume Pluvinel, les ruines du château, et la tour des Oubliettes encore debout, deviennent une curiosité du parc d'agrément aménagé sous le Second Empire et la troisième République par le marquis Charles de la Baume Pluvinel (1817-1890), père de l'astronome Aymar de la Baume Pluvinel. Dans les transformations et installations notables de ce parc, notons une première maison bourgeoise, pour les Viella, construite sur les ruines de la ferme et basse-cour du château, à proximité de ce dernier, ainsi qu'une tour de la barbacane transfomée en chapelle et caveau familial vers 1827, puis un château néo-Louis XIII, pour les de la Baume Pluvinel, à proximité, construit par l'architecte Charles Rohault de Fleury entre 1863 et 1864.

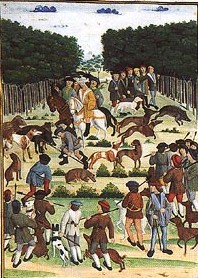
L'amiral de France Louis Malet de Graville chassant le sanglier à Marcoussis. Extrait du Terrier de Marcoussis.

L'ensemble des bâtiments ainsi que les terres furent donnés en 1940, par la dernière propriétaire restée célibataire, Geneviève de La Baume Pluvinel, à la fondation d'Auteuil à la condition d'en faire une école d'horticulture qui porterait le nom de Saint-Antoine en hommage à son frère mort à dix-huit ans pendant la Première Guerre mondiale. Dans les années 1950 et 1960, le directeur de l'école a décidé d'en faire une promenade gothique en comblant tous les trous pour en faire un grand terre-plein (les douves et la barbacane non comprises) et en remontant, sur le site, des portes, fenêtres à meneaux et éléments décoratifs, pas du tout à leur place, avec du ciment !

### Renaissance d'un site oublié
Dans les années 1970, Roland Payen et son association " Les amis du château féodal de Montlhéry s'intéressent à Marcoussis. Pendant près de 20 ans, ils vont couper et arracher les souches et les arbres qui poussaient au milieu du château, arracher le lierre qui mangeait les pierres, déblayer le terre-plein en retrouvant les murs des corps de logis, déterrer des centaines de poteries, nettoyer la tour aux oubliettes et poser des planchers et une toiture provisoire. Ils font inscrire et classer le château et la barbacane, ainsi que « Les caves du Grand Parc » (propriété de Data IV) en 1984. Mais en février 1990, une tempête arrache la toiture provisoire de la tour ce qui donna envie à quelques Marcoussissiens de créer « L'association historique de Marcoussis » qui entretient depuis 25 ans, avec des chantiers mensuels (un samedi par mois) et un chantier annuel de jeunes avec l'association Rempart, les ruines du château de Montagu.
En guise d'épilogue : Le Terrier de Marcoussis, ou livre d'heures de l'amiral de Graville, illustre au gré de ses exceptionnelles vignettes enluminées la vie quotidienne dans le domaine de Marcoussis à la fin du XVe siècle. On y découvre le château mais aussi la héronnière, les étangs poissonneux, les viviers, l'élevage des faucons et des faisans. La localisation du Terrier de Marcoussis est à ce jour inconnue, depuis la publication d'une monographie par le comte Durrieu en 1926, reproduisant en noir et blanc les principales vues. Toutefois, le musée Marmottan possède dans ses collections une enluminure provenant de cet ouvrage.

## Description

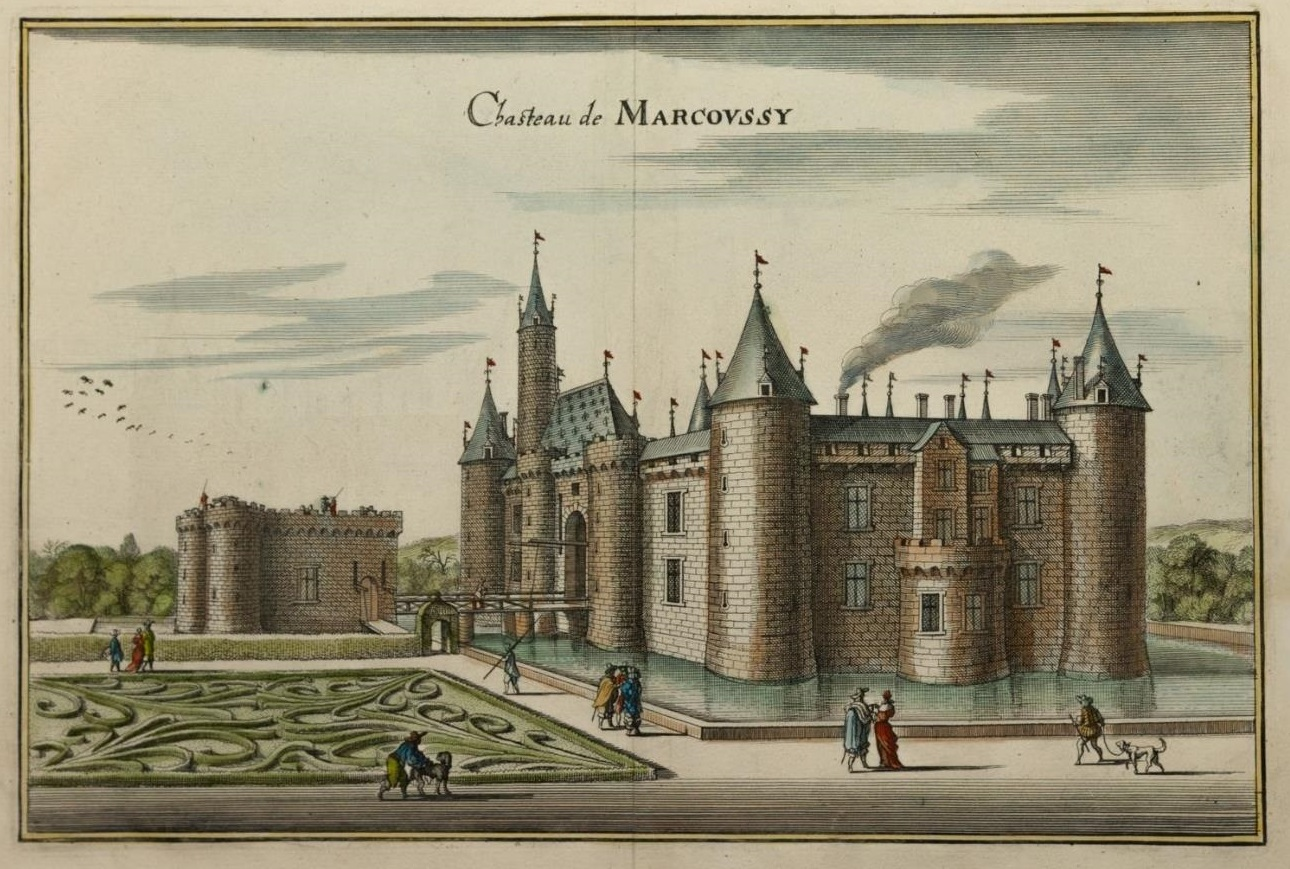
Le château de Montagu, dessiné par Caspar Mérian en 1656.

### Extérieur et défenses du château
Aujourd'hui, le château est considéré comme l'une des plus belles réalisations du règne de Charles VI. Le château, d'aspect extérieur, a été moult fois représenté au cours des siècles. La première gravure du château qui nous est parvenue est aujourd'hui disparue ; cette image figurait dans le Terrier de Marcoussis de l'amiral de Graville en 1499. Heureusement pour nous, Paul Durrieu avait, avant la disparition de l'ouvrage en 1925, reproduit et phototypé les pages comportant les en-têtes de chapitre composées d'enluminures et miniatures. On apprend, grâce à cette iconographie, que les toits des corps de logis auraient pu être en deux pans et non en un seul appuyé sur les courtines. Les représentations vont se multiplier au XVIIe siècle, lorsqu'y sont emprisonnés les comtes de Condé et Conti, ainsi que leur beau-frère, le duc de Longueville pendant la Fronde en 1650. Ainsi, grâce à Caspard Mérian en 1656, à Flamand en 1684, à Moithey en 1726 et à Sarrasin en 1779, nous savons que le château était disposé ainsi : quatre grosses tours, reliées entre elles par des courtines garnies de hourds, d'un chemin de ronde et de mâchicoulis avec une demi-tour circulaire en leur centre. Le bâtiment était entouré de douves. L'entrée nord était assurée par l'ancienne tour de la Motte et l'entrée sud par un donjon flanqué de deux grosses tours, ce qui n'est pas sans rappeler l'entrée du Louvre médiéval. En effet, le château s'inspirait de plusieurs grands châteaux de son époque : La Bastille dont Montagu avait été capitaine, le Louvre médiéval et le château du duc Jean de Berry, le suzerain du fondateur.

### Agencement intérieur
Coté description intérieure du château, il y a quelques zones d'ombre. La première description dont nous disposons figure dans un pamphlet politique anonyme dirigé contre Montagu : Le Songe Véritable, rédigé vers 1408 : aux alentours des vers 700, il est fait l'éloge du château qu'a fait construire Jehan. Il semble que cette description, plutôt généraliste, ne soit pas réel et simplement imaginé par l'auteur pour appuyer l'idée de la richesse du favori du roi.
Les autres descriptions de l'intérieur du château proviennent des inventaires de succession ainsi que les inventaires de dégradations, le plus imposant et complet étant réalisé en 1698 à la demande de Léon II de Balsac d'Illiers. Au total, tous types d'inventaires confondues, il existe aujourd'hui une dizaine d'inventaires plus ou moins complet couvrant une période allant de 1516 à 1798. Grâce à tout cela, nous avons une idée assez globale de l'intérieur, bien qu'imparfaite : quatre corps de logis s'organisant autour d'une cour rectangulaire, les logis sud et est à trois niveaux (Rez-de-chaussée, premier étage et un second pratiqué dans le comble), les logis nord et ouest à quatre niveaux en entresol (Rez-de-chaussée bas ou étage souterrain, premier étage, deuxième étage et un troisième pratiqué dans le comble). Les tours d'angles sont assez bien documentés, grâce à la tour des Oubliettes toujours debout, et étaient composés de cinq niveaux (une pièce souterraine servant de cellier ou de prison, un étage au rez-de-chaussée, premier étage, deuxième étage et un troisième pratiqué dans le comble). Au milieu de l'aile du sud était le châtelet d'entrée, ou corps de garde, flanqué de deux demis tours avec trois niveaux (Passage d'entrée au rez-de-chaussée vouté, premier étage et un second pratiqué dans le comble), couvert avec pavillon, terrasse et guérite. Au milieu de l'aile du nord, l'ancienne tour de la Motte possédait quatre ou cinq niveaux (passage au rez-de-chaussée et étages supérieurs).
Pour les fonctions des pièces, voici la disposition que l'on peut en faire pour la période entre le XVIIe et XVIIIe pour le rez-de-chaussée :                                           Les logis sud-ouest et nord-ouest comprenaient respectivement la cuisine, ses dépendances et la buanderie ainsi qu'un puits, le logis ouest l'appartement du seigneur, le logis est la grande salle de réception, le logis sud-est la salle à manger et le logis nord-ouest la chapelle basse. Toutes les pièces aux étages supérieurs et dans les tours servaient de chambres, salles ou cabinets dont certaines pièces sont connues avec leurs surnoms et fonctions ; seule exception le logis nord-ouest avec une chapelle haute au premier étage (abandonnée dès la fin du XVIIe).
Le tout était desservi par des tourelles d'escalier hors d'oeuvre, trois à pans coupés dans trois des quatre coins de la cour et quatre tours circulaires accolées aux tours d'angles. Des latrines étaient aux quatre coins des bâtiments accessibles par les escaliers circulaires. Quelques décors intérieurs sont connus grâce à une enluminure du Terrier de Marcoussis (non localisée) et quelques dessins provenant de la collection Gaignières comme le décor d'une tourelle d'escalier de la cour ou le décor intérieur des deux chapelles : fond rouge avec feuilles de courges et devise de Montagu ILPADELT (Ie L'ai Promis A Dieu Et L'ai Tenu). 

### Barbacane
La barbacane, appelée aussi le boulevard ou le châtelet, située au sud du château côté donjon, est l'une des parties les plus méconnues du château. Son aspect extérieur n'est connu que par les représentations citées plus haut : de hautes courtines non-couvertes avec des mâchicoulis, flanquées de deux tours, au sud-est et au sud-ouest. Celle au sud-ouest, transformée en chapelle en 1827, devait posséder un moulin à eau. Sur le dessin de Flamand en 1684, nous pouvons observer que le mur du châtelet qui faisait face au château était en bois. (ce qui est logique : si le mur était en pierre, les assaillants prenant la barbacane pouvaient se défendre ; si le mur était en bois, les assiégés pouvaient mettre le feu à la palissade et les assaillants en prenant le châtelet ne pouvaient plus s'en servir pour se défendre.) Deux entrées composées d'un pont-levis simple : une à l'est et l'autre à l'ouest. L'accès au château se faisait par la palissade. À l'intérieur, mais ce ne sont que des suppositions, des corps de logis appuyés sur la courtine sud avec cuisines, dortoirs, logement du portier et du concierge, étage souterrain et écuries.

### Alentours du château
Aujourd'hui, les alentours du château, maintes fois remaniés, font partie du lycée horticole Saint-Antoine, propriété des Orphelins d'Auteuil. Dans l'Anastase, Perron de Langres nous parle de sept forges travaillant jour et nuit pour réparer les outils lors de la construction. Mais lors d'un sondage récent, en août 2018, les archéologues n'en ont pas trouvé trace. Louis Malet de Graville, grand « aménageur » du château l'a, au XVIe, doté d'un pigeonnier, d'une fauconnerie et d'un étang à poissons. Aujourd'hui, les bâtiments pour oiseaux ont disparu mais l'étang existe toujours dans le parc. De plus, Montagu avait construit « L'Allée du Seigneur »  une route rectiligne reliant le château à la chapelle seigneuriale du monastère avec un pont, « Le pont du Seigneur » encore existant dans le parc. Sur la gravure de Mérian en 1656, on apprend que le château, dans l'optique des grands châteaux de la Loire, possédait des jardins à la Française et un embarcadère pour faire de la barque sur les douves. Les jardins ont aujourd'hui été remplacés par les serres des Orphelins d'Auteuil. Quant à l’embarcadère, il vient d'être redécouvert lors du sondage d'août 2018 : il se situe au milieu de la contre-escarpe est et existait déjà à l'époque de Montagu..

## Protection
Subsistent aujourd'hui et sont protégés au titre des monuments historiques : 
- la tour du châtelet et la tour des oubliettes ainsi que le terre-plein d'arasement du château avec ses douves et un pont en pierre sont classés par arrêté du 9 juillet 1984[6] ;
- les caves voûtées du grand parc, de l'autre côté de la départementale 446 sont inscrites par arrêté du 21 décembre 1984[6].

### Liens externes

Ancienne tour de la barbacane, transformée en chapelle funéraire de la famille de la Baume Pluvinel au XIXe siècle
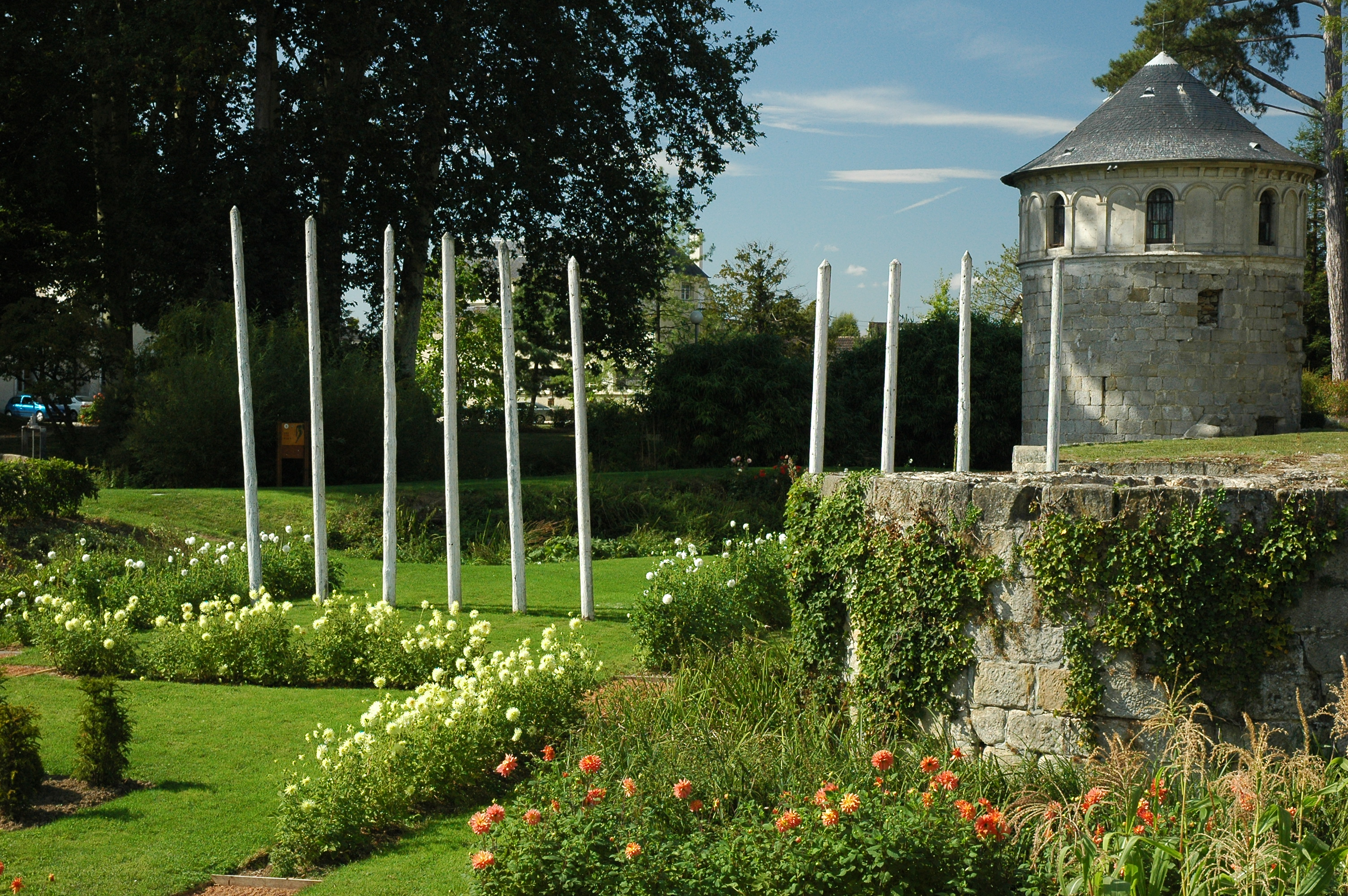
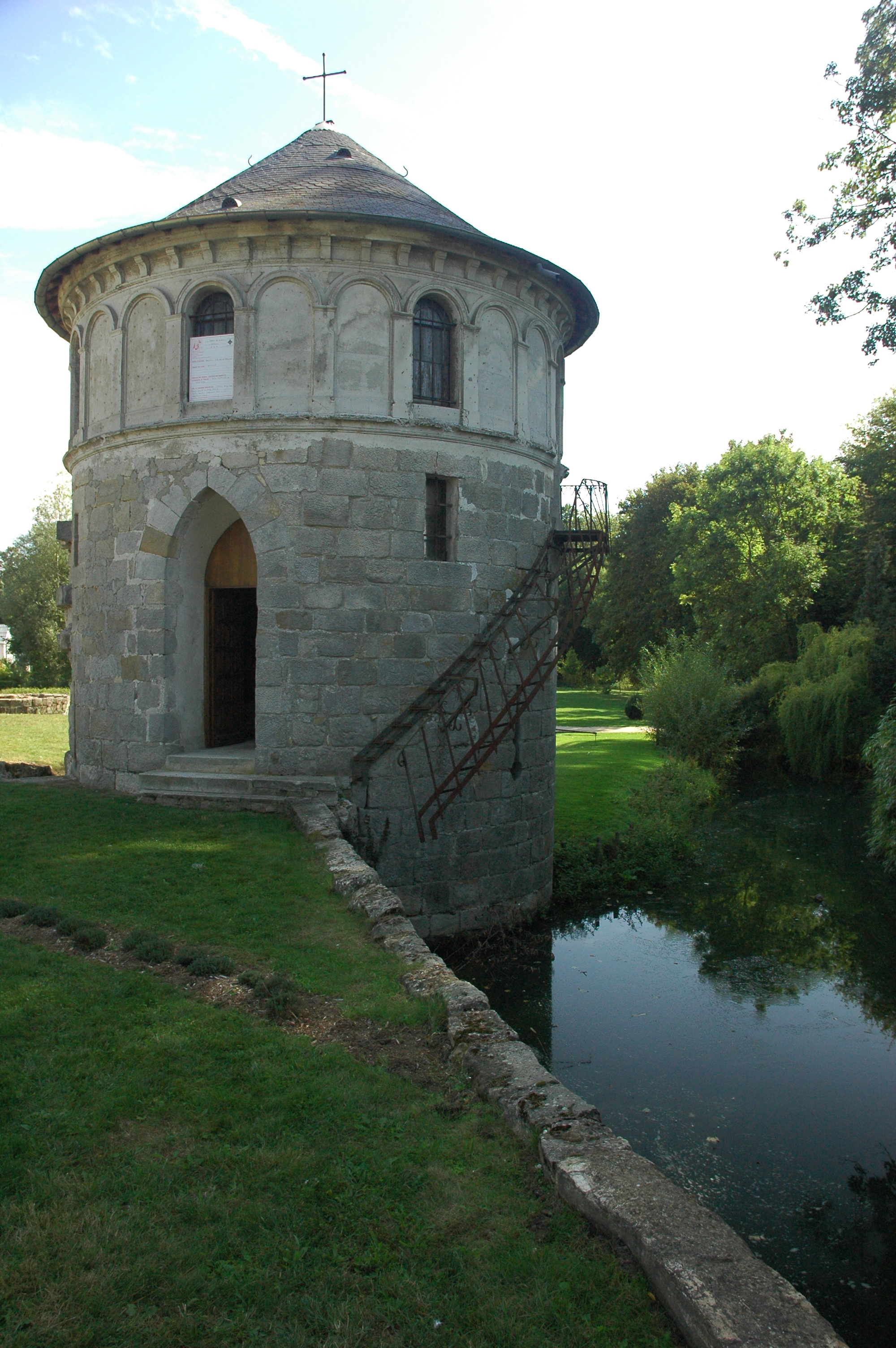

## Pour approfondir